# Fletcher Pond
Fletcher Pond (también llamado Fletcher Floodwaters) es un cuerpo de agua artificial ubicado en el noreste de Míchigan. Este embalse cubre en la actualidad más de 9000 hectáreas (36 km²) de tierra que antes era un bosque de cedros. Se construyó una represa en 1931 que bloqueó el flujo del río Thunder Bay para proporcionar agua de reserva para la Alpena Power Company, una planta de energía hidroeléctrica ubicada en la ciudad de Alpena, Míchigan.
Fletcher Pond tiene más de trece islas que proporcionan un excelente hábitat para las diversas especies de aves marinas que usan como un lugar seguro y para sus crías. Además, varios stands han sido erigidos para proporcionar una zona de anidación apropiada para las águilas pescadoras. Esta intervención ha sido muy favorable para  las águilas pescadoras que frecuentan la zona, ya que se conoce que el estanque alberga a una población muy grande de águilas pescadoras.
Este embalse recibe su nombre por George Fletcher, uno de los fundadores de Alpena.
Fletcher Pond es un destino popular para pescadores, observadores de aves, amantes de la naturaleza y cazadores.